# Ursule-Antoinette de Berlo de Frandouaire
Ursule-Antoinette de Berlo de Frandouaire (prinsbisdom Luik, begin 18e eeuw – Nijvel, 1774) was gravin en de 54e abdis van de abdij van Nijvel (1744-1774), in de Oostenrijkse Nederlanden. In deze hoedanigheid droeg zij de titel van prinses van het Heilige Roomse Rijk. Haar onderhandelingen met de Franse bezetter, tijdens de Oostenrijkse Successieoorlog, werden slecht onthaald aan het keizerlijk hof in Wenen.

## Levensloop
De Berlo was afkomstig van een adellijke familie uit het prinsbisdom Luik. Zij was kanunnikes van de abdij van Nijvel. Haar broer Paul was niet alleen bisschop van Namen maar ook proost van de abdij. Nijvel behoorde destijds tot het bisdom Namen.
In 1743 stierf Charlotte de Berlaymont, abdis. De opvolger, dame d’Ingelheim, wachtte niet op de aanstellingsbrief die uit Wenen moest komen. Zij huwde met de heer van Fauqwez. In 1744 kwam het keizerlijk decreet aan in Nijvel dat deze getrouwde vrouw aanstelde als abdis. Het kapittel van de abdij repliceerde dat het keizerlijk decreet onuitvoerbaar was. Hier kwam de proost van de abdij tussen waarbij hij zijn zus Ursule-Antoinette liet benoemen tot de nieuwe abdis (1744). 

### Tijdens Oostenrijkse Successieoorlog

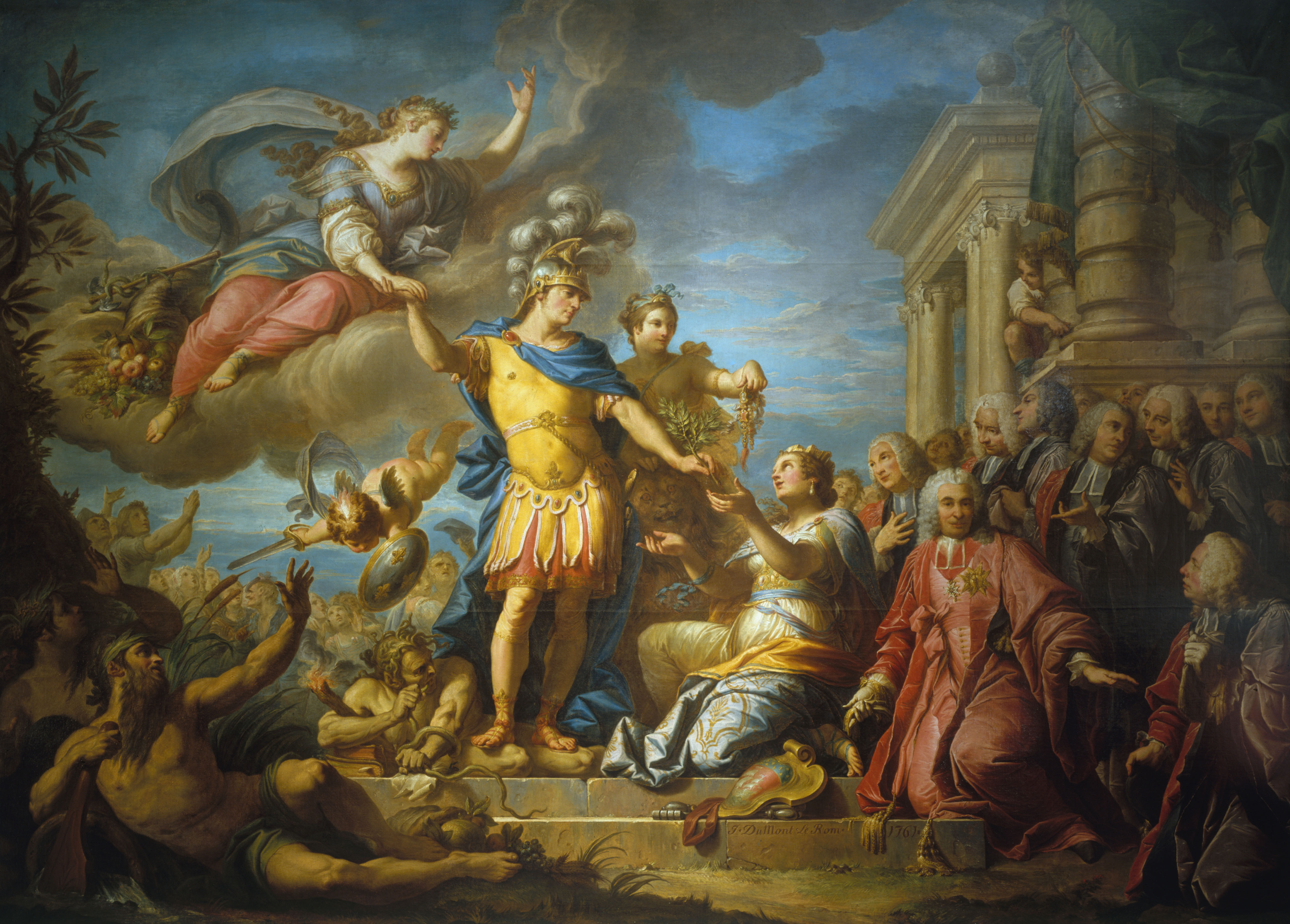
Allegorie van de Vrede van Aken (1748). Abdis de Berlo zag eindelijk de Franse troepen vertrekken uit Nijvel (Oostenrijkse Nederlanden).

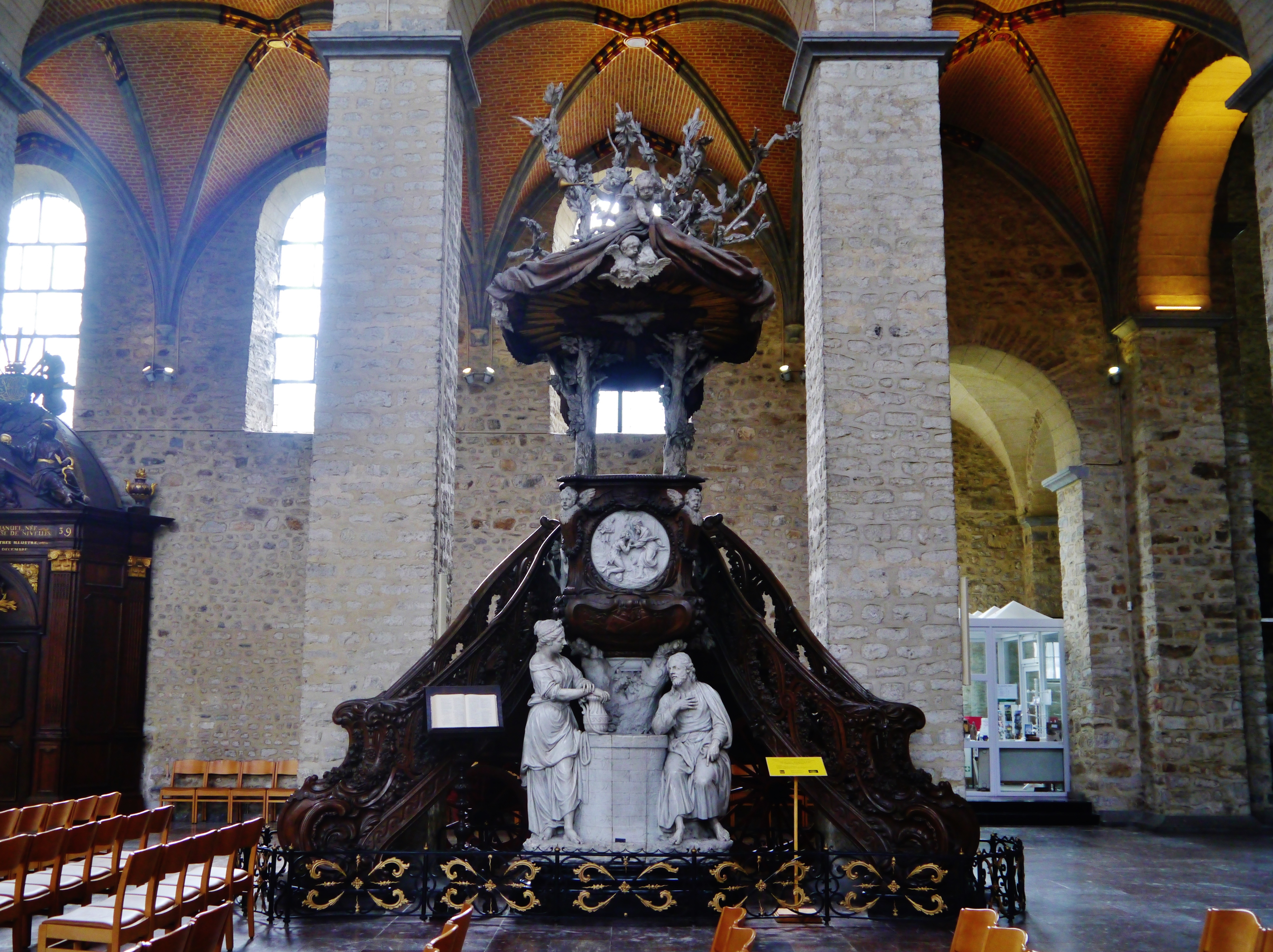
Sint-Gertrudiskerk in Nijvel (België). De preekstoel was besteld door abdis de Berlo.

Ondertussen was het Franse bezettingsleger toegekomen in het hertogdom Brabant (Oostenrijkse Nederlanden). Het leger stond onder het bevel van maarschalk Maurits van Saksen. Deze trok vanuit het graafschap Vlaanderen naar Brussel in Brabant. Een van zijn generaals, de graaf d’Armentières, trok zijwaarts naar Nijvel, in de mening dat hij snel deze stad kon veroveren (1746). Hij beweerde dat hij tegen lunchtijd Nijvel zou bezitten pour son déjeuner. Dit was een misrekening. Abdis de Berlo had deserteurs van het Franse leger onder haar hoede genomen; zij had de prins van Waldeck bereid gevonden deze deserteurs, een vijfhondertal, aan te voeren om zo Nijvel te verdedigen. De graaf d’Armentières droop af en vervoegde de andere troepen voor de poorten van Brussel. De graaf d’Armentières nam revanche na het Beleg van Brussel (1746), door met een grotere troepenmacht Nijvel binnen te vallen. De Fransen verjoegen de militie van Nijvel, plunderden en begonnen de stadsmuren op te blazen met buskruit. De toren tussen de Bergense Poort en de Poort van Sognies hadden de Fransen al vernield. De houten stadspoorten brandden op een brandstapel op de Grote Markt van Nijvel. Abdis de Berlo eiste dat de vernielingen aan de abdij en de Sint-Gertrudiskerk stopten. Zij onderhandelde met de graaf d’Armentières en met de maarschalk van Saksen, met succes. De Fransen stopten met te vernielen en plunderen. In 1748, met de Vrede van Aken, verdween de laatste Franse soldaat uit het hertogdom Brabant.
Het hof van keizerin Maria-Theresia in Wenen uitte meermaals haar ongenoegen aan de gouverneur-generaal der Oostenrijkse Nederlanden over het gedrag van de abdis. Onderhandelingen met Franse generaals vooraleer de Vrede van Aken gesloten was, konden voor Oostenrijk niet door de beugel. 

### Na de oorlog
Abdis de Berlo stond evenwel voor de belangrijke taak de oorlogsschade op te ruimen. Zij liet eerst de relikwieën van Sint-Gertrudis uit hun schuilplaats halen (1749). Net zoals haar broer, de bisschop van Namen, die grote bouwplannen uitvoerde, deed zij hetzelfde op kleinere schaal in Nijvel. De Sint-Gertrudiskerk werd gerenoveerd en de relikwieën kregen een prominente plaats. In 1751 keurde keizerin Maria-Theresia de aanleg van een geplaveide weg goed, een steenweg. De steenweg liep van Nijvel naar Waterloo, waar ze aansloot met de steenweg Brussel-Namen. Bisschop de Berlo reisde via deze weg naar zijn zus in Nijvel, waar hij meer en meer verbleef in de abdij. De bisschop van Namen mengde zich in disputen tussen de parochies van Nijvel, iets waarvoor hij geen interesse had in zijn bisschoppelijke residentie in Namen. De Raad van Brabant oordeelde in 1753 dat de beslissingen van de bisschop van Namen moesten teruggedraaid worden. Toen ging de pastoor van de kerk St. Jacques in proces tegen de abdis zelf; zijn kerk was niet gerestaureerd na de oorlog. Abdis de Berlo reageerde door de pastoor te promoveren tot kanunnik van het kapittel van Sint-Gertrudis.
In 1764 was de abdis op het hoogtepunt van haar macht. Haar broer en zij organiseerden feestelijkheden ter herdenking van Sint-Gertrudis. De fraai ingerichte kerk werd getoond aan de gasten. 
In 1765 brak er brand uit in de kerk na een blikseminslag. Abdis de Berlo en andere adellijke kanunnikessen betaalden opnieuw voor het herstel en voor de verfraaiing van de kerk. Haar zieke broer werd verzorgd in de abdij van Nijvel, waar hij stierf (1771). De herstellingswerken gingen door. Zo werd de Sint-Gertrudiskerk voorzien van een marmeren vloer. Het tabernakel kreeg zilveren beelden van engelen. Het meest opvallende was de installatie van een preekstoel in barokstijl (1772). Het houtwerk was van de hand van Philippe Lelièvre en het marmer van Delvaux. Beide ateliers stonden in Nijvel.
Door de verfraaiingswerken werd abdis de Berlo populair bij de bevolking van Nijvel. Dit beeld van de populaire abdis werd eenmaal verstoord door de broodopstand van 1772. De bevolking morde over de hoge prijzen. Marktkramers die etenswaren uitstalden, werden aangevallen en bestolen (1772). Boeren en tuinders uit de streek weigerden daarna nog etenswaren aan te brengen. Abdis de Berlo kon hen overtuigen toch terug te keren naar de markten in Nijvel.
In 1773 organiseerde zij de herverdeling van de goederen der Jezuïeten, die de Oostenrijkse Nederlanden moesten verlaten op bevel van paus Clemens XIV en keizerin Maria-Theresia. 
Na dertig jaren bestuur over Nijvel stierf gravin-abdis de Berlo in 1774.